# La Violence et l'Ennui
Albums de Léo Ferré
Il est six heures ici et midi à New York
(1979) Ludwig-L'imaginaire-Le bateau ivre
(1982)
La Violence et l'Ennui est un album de Léo Ferré paru en 1980. Il marque le passage de Ferré à une musique plus contrastée, alternant accompagnements orchestraux et dépouillement musical, urgence et apaisement.

## Genèse
Durant la deuxième moitié des années 1970, Léo Ferré choisit de ralentir le rythme de son activité scénique, jusque-là très soutenue, et de donner moins de concerts. Désireux de ne pas s'enfermer dans un rôle, il prend aussi ses distances avec l'expression violemment déclamatrice de sa révolte, préférant célébrer les forces charnelles et spirituelles qui l'habitent. 
Mais en 1980 les choses ont bougé. Léo Ferré confie en interview l'état d'esprit qui sous-tend son nouvel album : pour lui, « l'époque est lamentable, grise, flasque, moite... Les gens se laissent trop avoir. Tout ce qu'on veut leur faire avaler, ils l'avalent ; on les mène par le bout du nez. Ils ne sont pourtant pas bêtes ; mais on leur martèle tant de slogans et de publicité qu'ils finissent par en être imprégnés. » 
Aussi rompt-il la sérénité (relative) de ses trois précédents albums et réintroduit-il la violence poétique et l'âpreté vocale et musicale dans son travail, afin de contrecarrer artistiquement et moralement ce qu'il juge être une carence d'esprit critique de la part de ses contemporains, leur renoncement et la soumission qu'il voit partout autour de lui. 
De l'ennui, Ferré dira en 1981 : « Il ne faut jamais se laisser gagner par l'ennui. Si on le sent venir il faut sortir, gueuler, foutre en l'air le pouvoir et les millénaires de morale qu'on nous a collés sur le dos, partir loin... s'extirper de cette glu. »
Cet album est le fruit de deux sessions d'enregistrement distinctes : l'une avec l'Orchestre symphonique de Milan, tirée des séances d'enregistrement du précédent album (Il est six heures ici et midi à New York) en février 1979, et l'autre réalisée quelques mois plus tard en solitaire par Ferré à Bruxelles, loin de ses collaborateurs habituels. Il s'accompagne lui-même, comme il ne l'a plus fait en studio depuis l'album Et... Basta !, sept ans auparavant.

## Caractéristiques artistiques
Pour les morceaux enregistrés en solitaire, Ferré choisit de superposer en re-recording de deux à cinq parties de piano et d'orgue selon les titres.
L'album se clôt sur une interprétation de la célèbre « Ballade des pendus » de François Villon, ici inextricablement tressée à un court poème existentiel de Ferré (« L'amour n'a pas d'âge ») datant de 1968.

### Pochette
La photographie de couverture est due à André Villers, photographe et ami de Ferré rencontré dans les années 1950. On y voit Ferré debout et de face, en train de saisir une cigarette dans son paquet de Celtiques, vraisemblablement après une séance de travail (ses lunettes de vue pendent à son cou). Il porte une veste en jean, son crâne légèrement incliné se perd dans les reflets du ciel. Cette photographie en noir et blanc a été prise à travers la vitre de son atelier, à Castellina in Chianti, en Toscane. Cette image sera aussi fréquemment utilisée durant plusieurs années pour les affiches des récitals de Léo Ferré.
Au verso figure un dessin d'Olivier Bernex sans rapport direct avec l'ironique formule figurant en dessous  :

« E égale M C carré. L'énergie de ton idolâtrie est inversement proportionnelle au carré de la distance qui me sépare de vous. C'est aussi ça la relativité... »

— Léo Ferré

## Réception et postérité
Le cinéaste Jean-Luc Godard utilise un long extrait de « Frères humains, l'amour n'a pas d'âge » dans le film Passion (1982). 
En 2003, la danseuse et chorégraphe Marie-Claude Pietragalla intègre « FLB » dans son ballet Ni Dieu ni maître, donné avec le Ballet National de Marseille au Théâtre Toursky de Marseille et à l'Olympia à Paris.
En 2013, le collectif rap La Vie d'artiste reprend « La Violence et l'Ennui » dans son album Ferré ce rap.
En 2015, la chanteuse Christiane Courvoisier reprend « Géométriquement tien », « La Tristesse » et « FLB » dans son album Entre la mer et le spectacle.
En 2016, à l'occasion d'un concert donné pour le centenaire de la naissance de Léo Ferré, l'orchestre philharmonique de Radio France sous la direction de Bruno Fontaine interprète « Words... Words... Words... » et « L'amour n'a pas d'âge » en version instrumentale.

## Titres
Textes et musiques sont de Léo Ferré, sauf mention contraire. 
| 1. | La Violence et l'Ennui     | 7:38 |
| 2. | La Tristesse               | 4:57 |
| 3. | Géométriquement tien       | 3:18 |
| 4. | Words... Words... Words... | 3:26 |

| 5. | Marseille                                                                   | 3:55 |
| 6. | La Mer noire                                                                | 5:07 |
| 7. | FLB                                                                         | 6:57 |
| 8. | Frères humains, l'amour n'a pas d'âge (texte : François Villon & Léo Ferré) | 4:27 |

## Musiciens
- Léo Ferré : piano, claviers analogiques (pistes 1, 3, 5, 6, 7)
- Afonso Vieira : percussions (piste 1)
- Guy Lukowski : guitare acoustique (piste 2)
- Orchestre symphonique de Milan (piste 2, 4, 8)

## Production
- Orchestrations et direction musicale : Léo Ferré
- Prise de son : Paolo Bocchi (pistes 2, 4, 8), Jan Vercauteren (pistes 1, 3, 5, 6, 7)
- Production : Léo Ferré
- Crédits visuels : André Villers (recto), Olivier Bernex (verso)